# Elecciones presidenciales de Sri Lanka de 2022
Las elecciones presidenciales de Sri Lanka de 2022 se llevaron a cabo el 20 de julio de dicho año. El presidente en funciones Gotabaya Rajapaksa renunció a su cargo el 13 de julio de 2022. El presidente interino y actual primer ministro Ranil Wickremesinghe fue elegido para concluir el mandato.

## Candidatos

### Declarados
- Dullas Alahapperuma, miembro del parlamento (2015-presente).
- Anura Kumara Dissanayaka, miembro del parlamento (2015-presente).[2]
- Ranil Wickremesinghe, primer ministro y presidente en funciones (2022-presente).[3]

### Declinados
- Maithripala Sirisena, presidente de Sri Lanka (2015-2019).[4]
- Sajith Premadasa, miembro del parlamento (2020-presente).[5]
- Sarath Fonseka, miembro del parlamento (2020-presente).[6]